# Estatua del Cid
Estatua del Cid är ett monument i Spanien.   Det ligger i provinsen Provincia de Burgos och regionen Kastilien och Leon, i den norra delen av landet, 210 km norr om huvudstaden Madrid. Estatua del Cid ligger 869 meter över havet.
Terrängen runt Estatua del Cid är platt. Runt Estatua del Cid är det glesbefolkat, med 9 invånare per kvadratkilometer. Närmaste större samhälle är Burgos, 0,19 km väster om Estatua del Cid. Trakten runt Estatua del Cid består till största delen av jordbruksmark.